# Ramin İbrahimov
Ramin İbrahimov (2 de julio de 1978) es un deportista azerbaiyano que compitió en yudo adaptado. Ganó dos medallas en los Juegos Paralímpicos de Verano, bronce en Pekín 2008 y oro en Londres 2012.

## Biografía
Ramin Ibrahimov nació el 2 de julio de 1978 en la ciudad de Ijeván. En 1990 comenzó a practicar sambo y se convirtió en ganador y premiado de los campeonatos europeos y mundiales de sambo.
En 2009 se convirtió en dos veces campeón de Europa y en 2011, por sus servicios en el desarrollo del movimiento paralímpico en Azerbaiyán, por orden del Presidente de Azerbaiyán se le concedió la medalla del Progreso.
Ramin Ibrahimov ganó el oro en los Juegos Paralímpicos de Londres 2012, derrotando en la final a un atleta de China. Por orden del Presidente de Azerbaiyán del 14 de septiembre de 2012, recibió la Orden Shohrat.

En 2015 ganó la medalla de plata en el Campeonato de Europa, celebrado en Portugal, en la ciudad de Odivelas. En 2016, por sus servicios al desarrollo del movimiento Paralímpico en Azerbaiyán, de acuerdo con la orden del Presidente de Azerbaiyán, Ibragimov recibió el "Diploma Honorario del Presidente de la República de Azerbaiyán". En 2017, Ramin Ibrahimov fue nombrado entrenador en jefe del equipo de judo paralímpico femenino de Azerbaiyán.

## Palmarés internacional
| Juegos Paralímpicos | Juegos Paralímpicos   | Juegos Paralímpicos | Juegos Paralímpicos |
| Año                 | Lugar                 | Medalla             | Categoría           |
| ------------------- | --------------------- | ------------------- | ------------------- |
| 2008                | Pekín (China)         | Medalla de bronce   | –60 kg              |
| 2012                | Londres (Reino Unido) | Medalla de oro      | –60 kg              |